# メイフラワー (アメリカ海軍1866年建造)
メイフラワー (USS Mayflower) は、南北戦争の末期、1866年に建造されたアメリカ合衆国海軍のスクリュー付きのタグボート。この艦は様々な任務に就き、ニューイングランドから中部大西洋岸に至る範囲のアメリカ合衆国の沿岸の測量調査などにも用いられた。軍の艦船としての任務を終えた後、この艦はメリーランド州アナポリスの海軍兵学校に所属替えとなり、海軍兵学校生徒たちの航海練習船として使用された。

## マサチューセッツ州で建造
アメリカ合衆国海軍で最初に「メイフラワー」と名付けられたこの艦は、1866年にマサチューセッツ州チェルシーでジェームズ・テトロー (James Tetlow) が建造したスクリュー付きのタグボートであった。1866年2月16日に就役してボストン海軍工廠を発ち、2月21日にバージニア州ノーフォークに到着した。

## テワンテペク遠征を支援
その後しばらくノーフォーク海軍工廠に留め置かれたメイフラワーは、1870年9月30日にメリーランド州アナポリスを出港し、テワンテペク地峡における運河開削の可能性を探るべく、メキシコのテワンテペクへの遠征の準備にあたった。この遠征は、10月14日にバージニア州ハンプトン・ローズを発ち、11月11日にミナティトランに達した。冬から春にかけて、中央アメリカの地形に関する貴重なデータを収集した後、メイフラワーは5月25日にワシントン海軍工廠に帰還した。

## 通報艦
その後、この艦はポトマック川に留め置かれていたが、1872年8月19日に通報艦としての任務に就くため、ニューハンプシャー州ポーツマスに向けて出発した。その後は、ノーフォーク、アナポリス、ワシントンD.C.で任務に就き、1874年10月20日に退役となった。

## 海軍兵学校
退役後、ニュージャージー州カムデンで修理されたメイフラワーは、1876年5月11日に現役復帰し、その2日後には海軍兵学校の航海練習船となるため、アナポリスへ向かった。未来の海軍幹部に操船術を教えるという任務は、メイフラワーが退役となり、海軍要覧から抹消された1892年9月23日まで続けられた。

## 払い下げ
退役となったメイフラワーは、1893年12月27日に、マサチューセッツ州ボストンのトマス・バトラー社 (Thomas Butler & Co.) に払い下げられた。